# Hierve el Agua
 (avril 2024).
Si vous disposez d'ouvrages ou d'articles de référence ou si vous connaissez des sites web de qualité traitant du thème abordé ici, merci de compléter l'article en donnant les références utiles à sa vérifiabilité et en les liant à la section « Notes et références ».

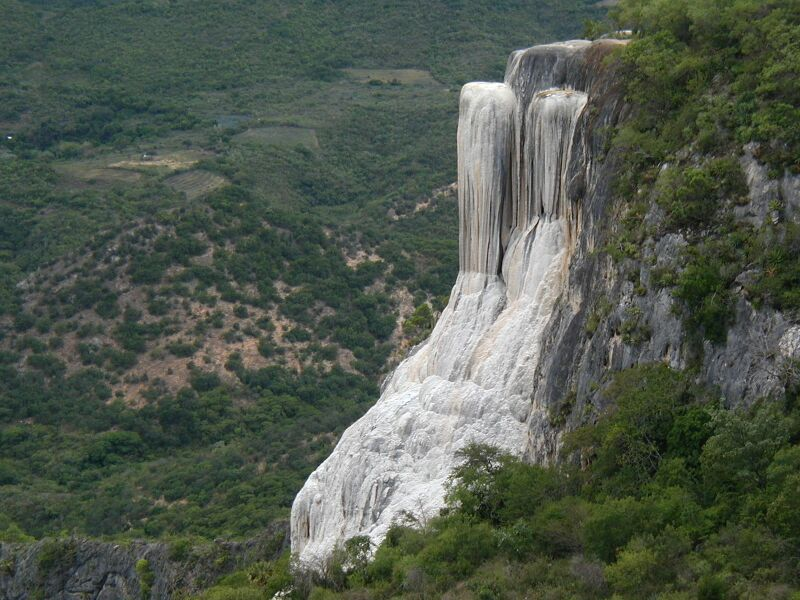
Cascades pétrifiées de Hierve el Agua, à San Lorenzo Albarradas, État de Oaxaca, Mexique

Hierve el Agua est une formation géologique particulière située dans l'État de Oaxaca au Mexique. Hierve el agua est situé à environ 70 kilomètres à l'est de la ville de Oaxaca. La piste de terre qui permet de l'atteindre part de Mitla. Le site fait partie de la commune de San Lorenzo Albarradas. Il s'agit de deux cascades pétrifiées de couleur blanche. Ces formations géologiques ont été créées par des sources dont l'eau est sursaturée en carbonate de calcium et autres minéraux. Lorsque l'eau arrive à la surface, l'excès de minéraux est déposé. Le mécanisme de formation est identique à celui de la formation des stalactites formées dans une grotte. Une des cascades appelée "cascada chica" a été artificiellement aménagée pour permettre la baignade dans deux bassins dont les murs sont entièrement recouvert par le dépôt naturel de sels minéraux.

## Situation

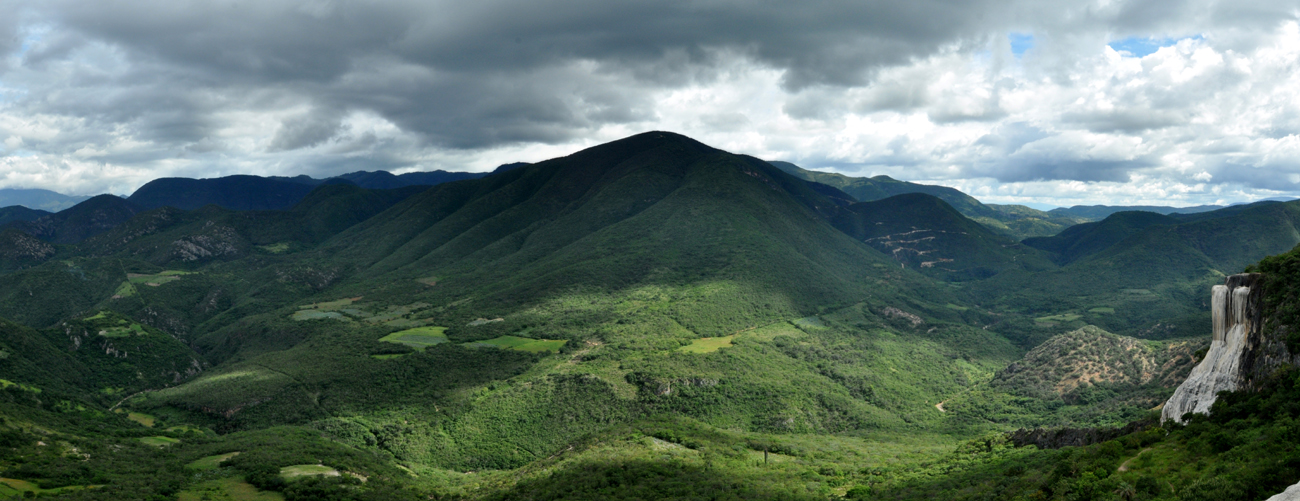
Panorama de la vallée avec la grande cascade

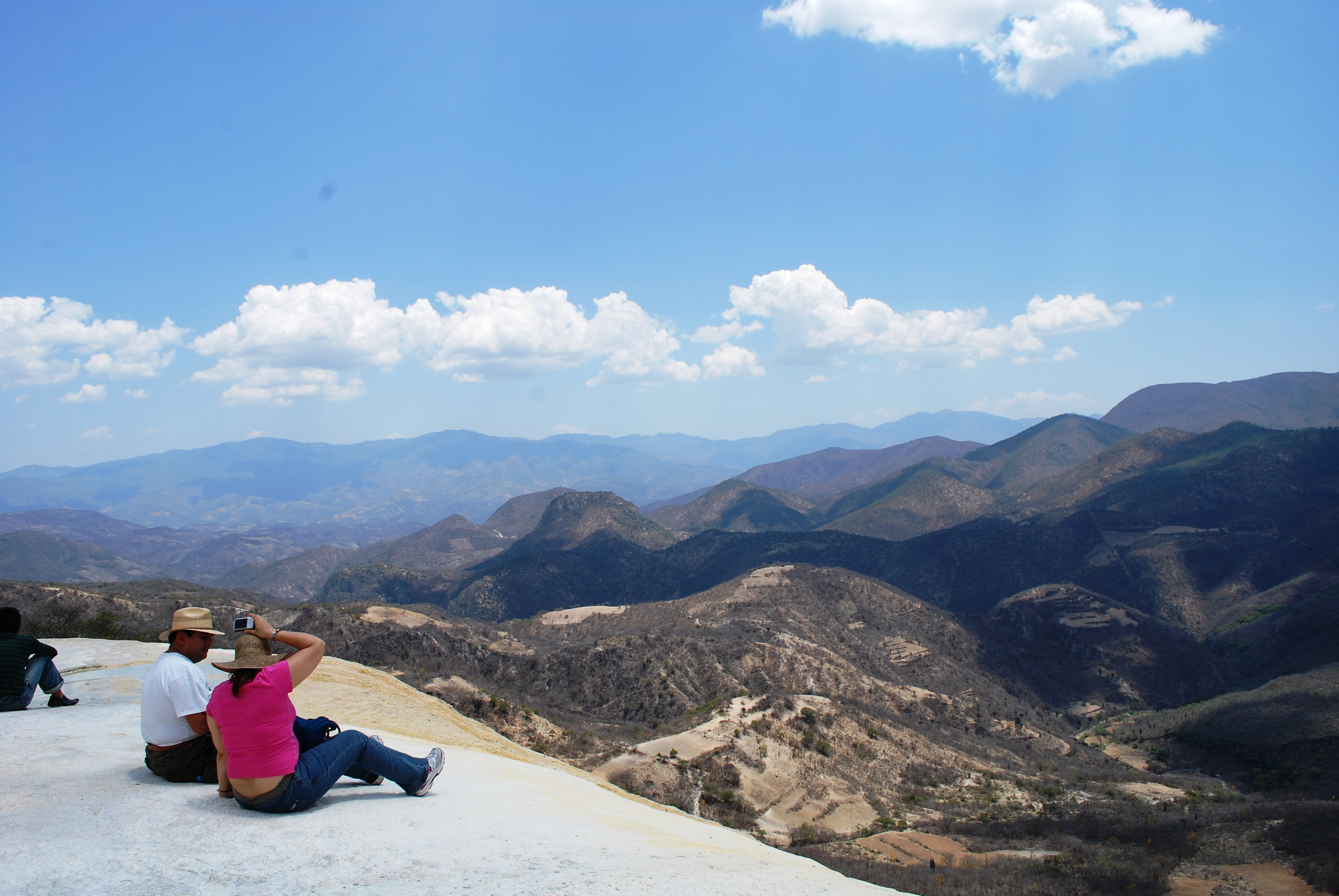
Vue de la vallée depuis le haut des cascades

Le site est situé dans une région très isolée avec une végétation semi-désertique. Les "cascades" sont situées sur une falaise qui domine une vallée étroite. Les deux villages les plus proches sont San Lorenzo Albarradas (1 403 habitants) et San Isidro Roaguia (320 habitants en 2005). Atteindre le site de Hierve el Agua est parfois difficile. Il faut profiter d'un « collectivo », une camionnette collective qui part de Mitla mais qui ne part que s'il y a un nombre suffisant de voyageurs (6 ou 7, parfois jusqu'à 12 : on peut attendre plus d'une heure). Mieux vaut arriver tôt à Mitla, en particulier pendant la basse saison. Le prix du collectivo en janvier 2024 est de 75 pesos par personne étant donné que 12 personnes participent au voyage. Il est possible de négocier un départ anticipé en se partageant le prix des places vides. A noter également la présence d'un péage sur la route (15 pesos par personne).

## Formation des « cascades» et sources d'eau

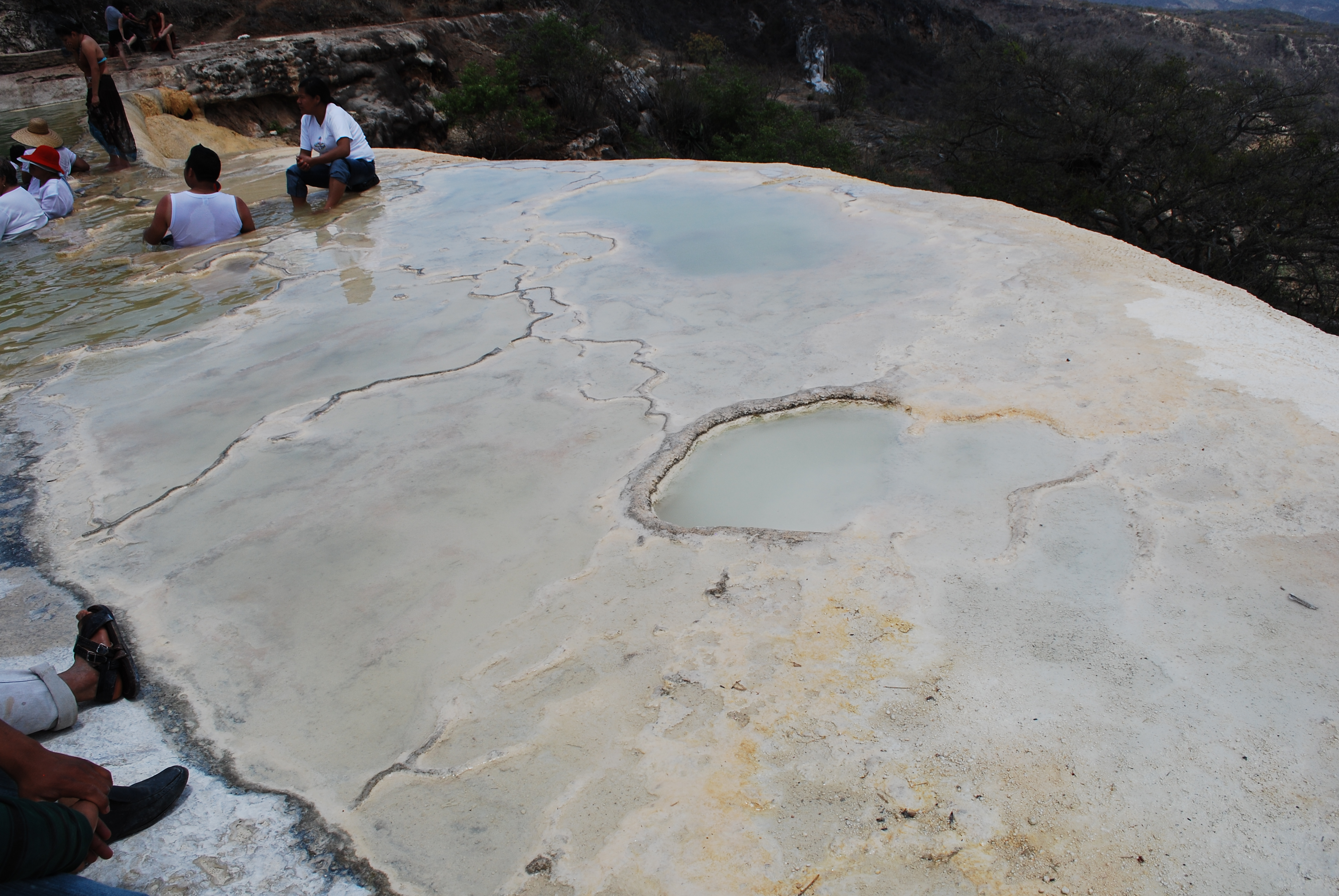
formations géologiques et sources d'eau

Le site est constitué de deux formations géologiques qui ressemblent à des chutes d'eau. Elles ont été formées pendant des milliers d'années. Elles sont situées à environ 50 mètres au-dessus du fond de la vallée. La plus petite des deux mesure 12 mètres de hauteur et 60 mètres de large alors que la plus haute s'étend sur une trentaine de mètres de hauteur et 90 mètres de largeur.
Ces formations géologiques sont souvent décrites comme des « cascades de sel », des « cascades pétrifiées » ou des « cascades de pierre ». Elles ont été formées à partir de sources dont le débit est assez faible mais dont les eaux sont sursaturées en carbonate de calcium. Ces eaux arrivent à la surface à travers des fissures de la roche. La température de ces sources varie entre 22 et 27 °C. Lorsque l'eau suinte à la surface de la « cascade » de roche, celle-ci dépose progressivement une couche de minéraux qui s'accumule très lentement et donne des formations qui ressemblent à des stalactites. Le débit des sources varie de manière importante entre la saison sèche et la saison humide.  
95 % des minéraux ainsi déposés sont du carbonate de calcium. Cependant les couches profondes de ces formations géologiques ainsi que le système hydrologique qui leur donne naissance ont été très peu étudiés. Le carbonate de calcium donne une couleur blanche ou blanchâtre à ces formations. D'autres minéraux sont également présents, comme l'argent, le baryum et le fer. Ces impuretés jouent un grand rôle sur la couleur des stalactites. 
Ces eaux très riches en minéraux sont réputées pour leurs propriétés thermales. 

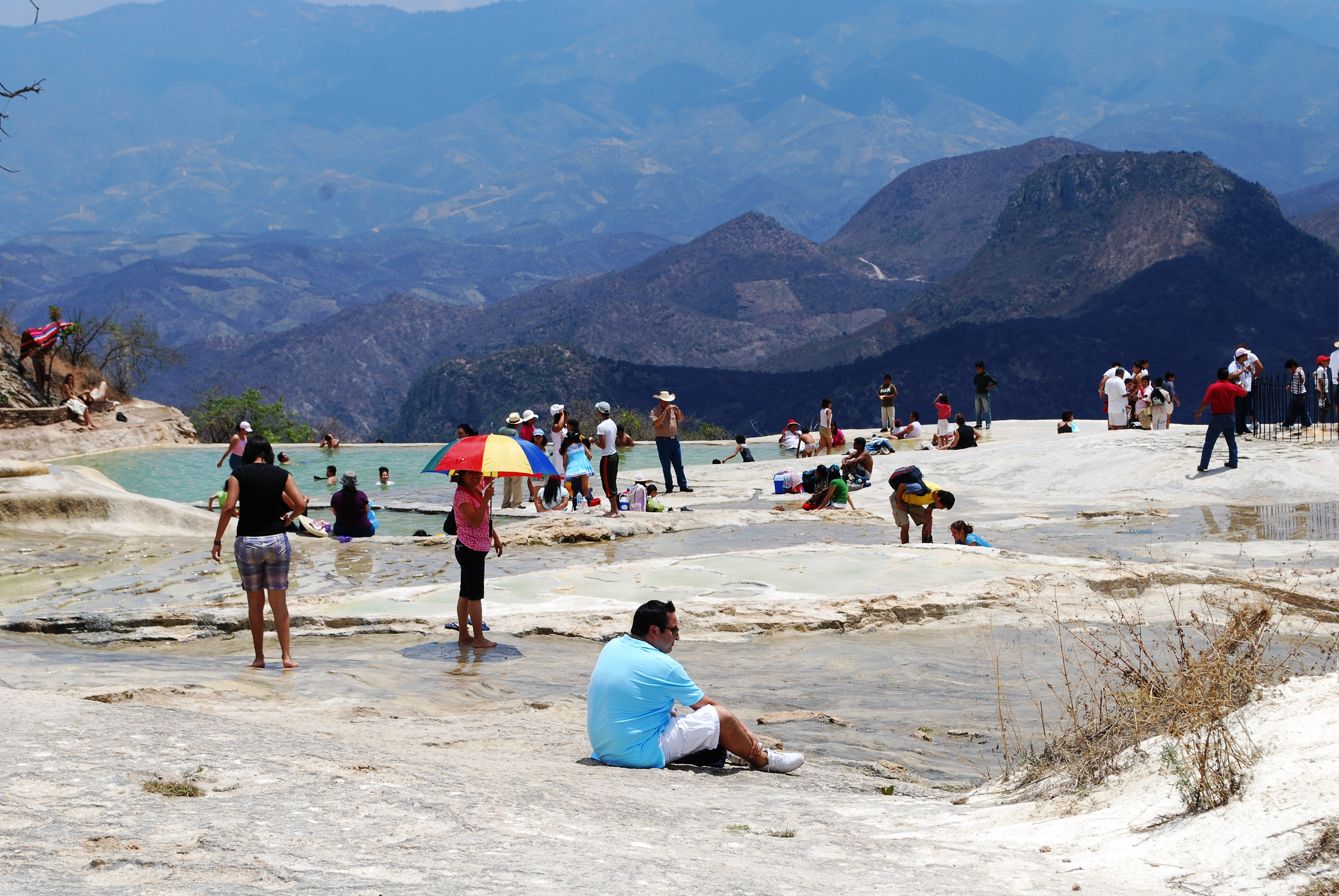
bassin naturel et bassin artificiel (au fond)

## Canaux anciens

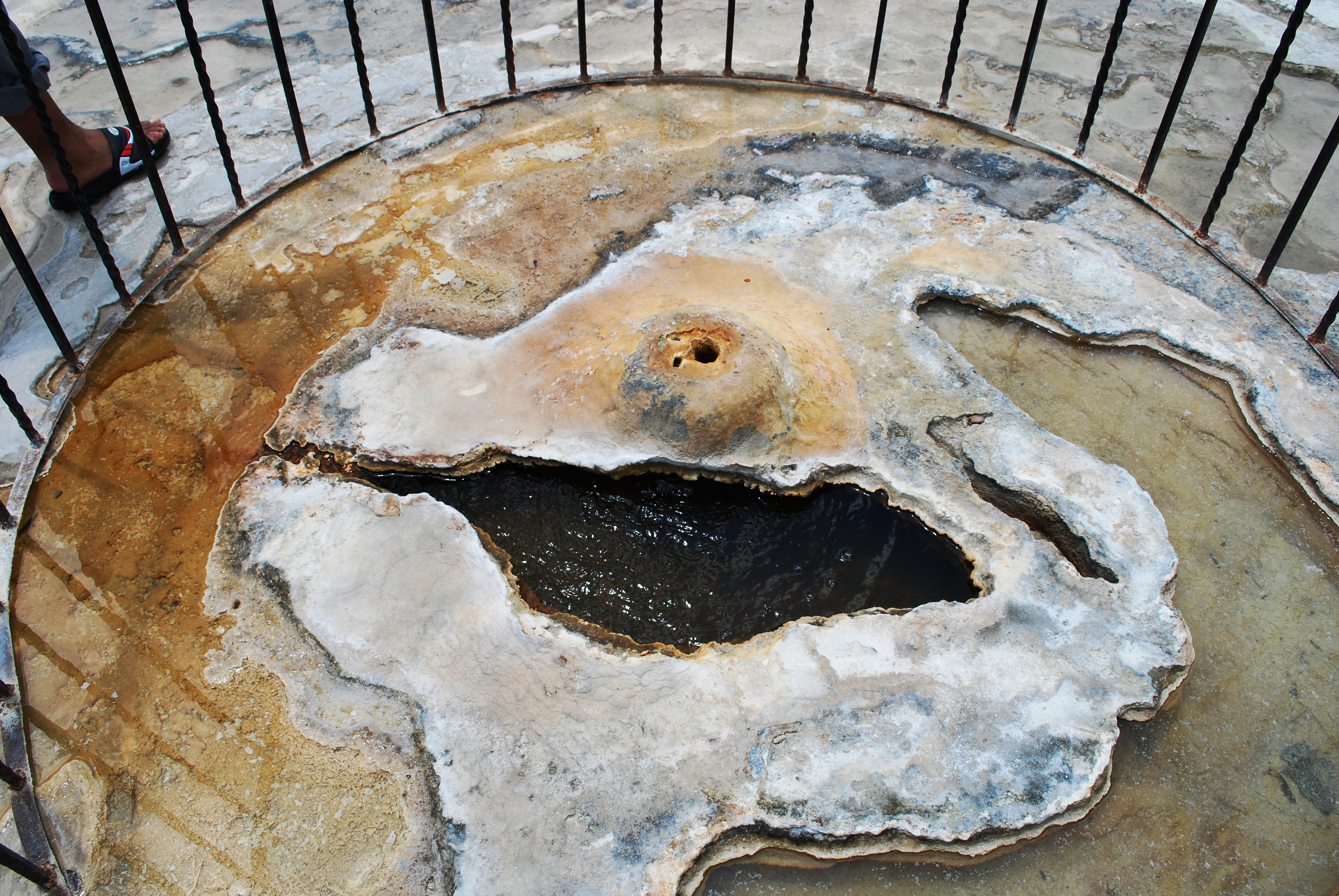
Une des sources où l'eau apparait en émettant des bulles

La zone des cascades présente également un intérêt archéologique. Il existe un système d'irrigation et de terrasses construits par les Zapotèques, il y a 250 ans. Il est probable que ce site ait été également un site sacré. Des études ont montré que ce système d'irrigation était unique au Mexique, puisque l'irrigation était une chose rare dans les cultures préhispaniques. Il ne reste que des vestiges de ces canaux mais les études archéologiques n'ont pas encore été réalisées de manière complète.

## L'attraction touristique

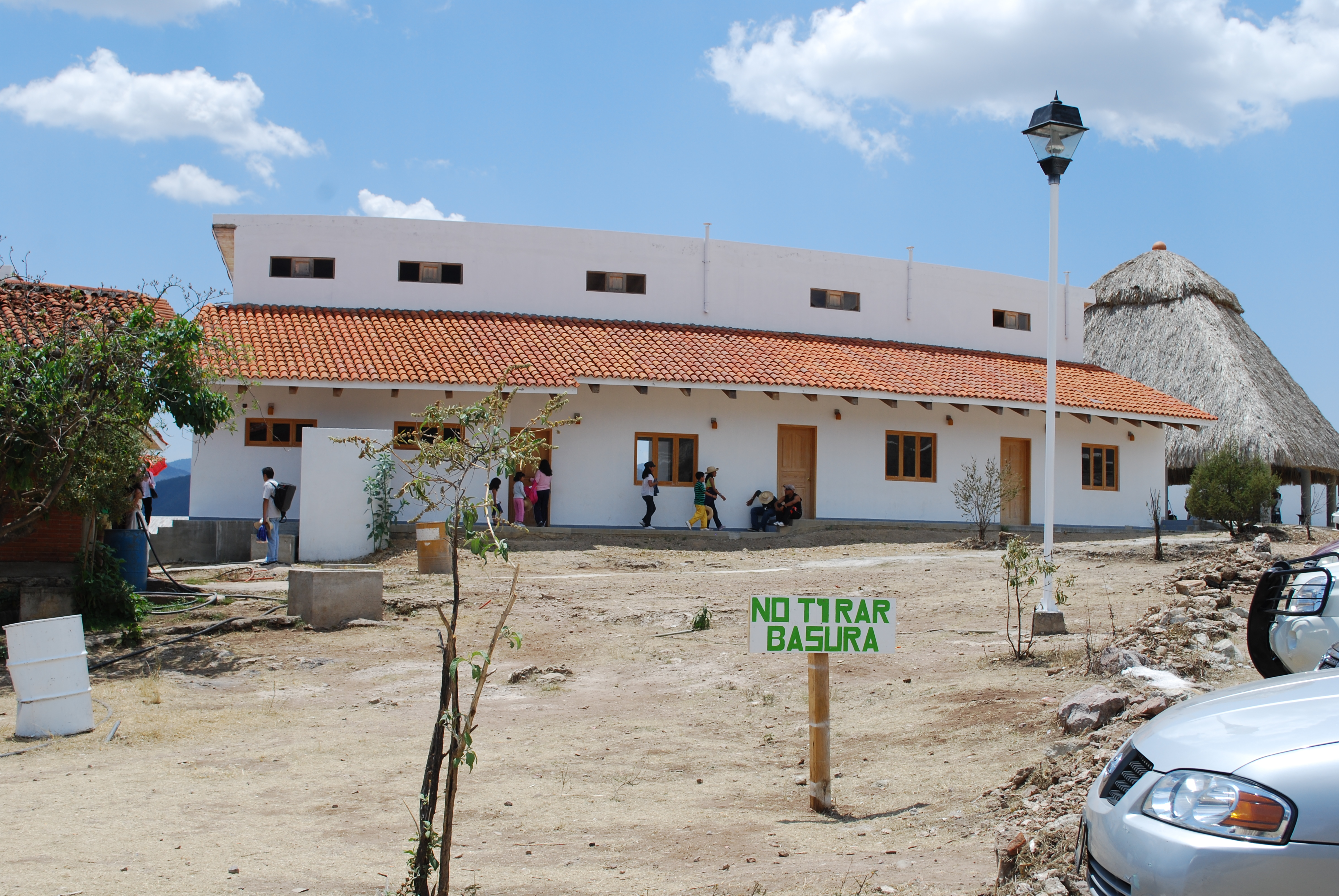
Le bâtiment d'accueil inusité

En plus des bassins artificiels, un complexe touristique a été construit, avec des sanitaires, des cabines pour se changer, deux piscines, des bungalows, des tables de pique nique et des zones pour installer des restaurants. Bizarrement toutes ces installations neuves ne sont pas utilisées. De nombreux baraquement avec de petites buvettes sont situées juste à proximité.